# Schlacht von Maysalun
Die Schlacht von Maysalun auch Schlacht am Pass von Maysalun fand am 24. Juli 1920 zwischen syrischen und französischen Truppen nahe der Stadt Maysalun, rund zwölf Kilometer westlich von Damaskus, statt.

## Vorgeschichte
Während des Ersten Weltkriegs trieb Großbritannien ein doppeltes Spiel. Einerseits stellte Großbritannien dem Sherifen von Mekka, Hussein ibn Ali, in der Hussein-McMahon-Korrespondenz für den Fall eines erfolgreichen Aufstands gegen die osmanische Herrschaft die Anerkennung der Unabhängigkeit der von Arabern bewohnten Gebiete in Aussicht, die bislang noch zum Osmanischen Reich gehörten. Hussein ibn Alis Sohn Faisal wurde zum militärischen Führer jener Arabischen Revolte. Andererseits teilten Frankreich und Großbritannien durch das der Hussein-McMahon-Korrespondenz widersprechende, geheime Sykes-Picot-Abkommen den Großteil jener arabischen Gebiete unter sich auf.
Deshalb drang Faisal nach Kriegsende, auf der Pariser Friedenskonferenz 1919, mit seinem Anspruch, unabhängige arabische Emirate zu schaffen, nicht durch. In Damaskus konstituierte sich – unter dem Eindruck der britischen Täuschung bzw. der Enttäuschung durch die Pariser Friedenskonferenz – am 3. Juni 1919 ein Syrischer Nationalkongress (auch „Pansyrischer Kongress“ genannt).
Um Frankreichs Interessen durchzusetzen, landeten am 18. November 1919 Truppen der Armée du Levant in Beirut. Im Januar 1920 sah sich Faisal gezwungen, mit dem Befehlshaber der französischen Besatzungstruppen, General Henri Gouraud, ein Abkommen zu schließen, das Syrien faktisch unter französische Kontrolle stellte. Das löste empörte Proteste der syrischen Nationalisten aus. Faisal musste von den Zusagen, die er General Gouraud gemacht hatte, abrücken. Der Syrische Nationalkongress proklamierte am 7. März 1920 das Königreich Syrien (das den Libanon einschloss) und rief Faisal zum König aus. Am 8. April wurde er gekrönt. Der Oberste Rat der Alliierten Mächte (Großbritannien, Frankreich, Italien) erklärte auf der vom 19. bis zum 26. April 1920 tagenden Konferenz von Sanremo die Ausrufung des Königreichs Syrien für null und nichtig, beschloss eine andere Aufteilung des besiegten Osmanischen Reiches und sprach Frankreich das Mandat für Syrien und den Libanon zu.
Am 14. Juli 1920 verlangte General Gouraud in einem Ultimatum von König Faisal die Auflösung der syrischen Armee. Anderenfalls werde er aus dem Libanon auf Damaskus vorrücken. Über Annahme oder Ablehnung des Ultimatums kam es zu Auseinandersetzungen im syrischen Kabinett. Der König befahl, den mit Panzern ausgerüsteten und von Bombenflugzeugen unterstützten französischen Truppen keinen Widerstand zu leisten. Er ordnete die Auflösung der syrischen Armee an.

## Verlauf
Kriegsminister Yusuf al-'Azmah widersetzte sich dem königlichen Befehl und zog mit Resten noch nicht aufgelöster Truppenteile und mit Freiwilligen den Franzosen entgegen, insgesamt etwa 3.000 Mann. Das französische Heer unter dem Kommando von General Mariano Goybet war 10.000 bis 12.000 Mann stark. Es bestand vor allem aus senegalesischen, marokkanischen und algerischen Einheiten.
Bei Maysalun, an einer Passstraße nach Damaskus, trafen Angreifer und Verteidiger am Morgen des 24. Juli aufeinander. Den zahlenmäßig weit überlegenen Franzosen gelang es, die großteils kaum ausgebildeten und mit veralteten Waffen ausgerüsteten syrischen Truppen in einer vier Stunden dauernden Schlacht zu zerschlagen. Al-'Azmah wurde dabei getötet.

## Folgen
Noch am Tag der Schlacht zogen die Sieger in Damaskus ein und zwangen Faisal zur Abdankung. Damit endete das Königreich Syrien. Der König ging nach Großbritannien ins Exil. Am 1. September 1920 proklamierte General Gouraud den Staat Großlibanon als französisches Mandatsgebiet. Genau zwei Jahre nach der Schlacht, am 24. Juli 1922, bestätigte der Völkerbund nachträglich auch förmlich die von Frankreich bereits ausgeübte Mandatsherrschaft.